# NProtect GameGuard
nProtect GameGuard (hay còn gọi là GG) là một rootkit chống gian lận phát triển bởi INCA Internet. Nó được cài đặt kèm với rất nhiều trò chơi MMORPG của châu Á như Lineage II, 9Dragons, Cabal Online, Phantasy Star Universe, GunZ: The Duel và Ragnarok Online để chặn các ứng dụng độc hại và các phương pháp gian lận thường gặp. nProtect GameGuard cung cấp dịch vụ bảo mật B2B2C cho các công ty game trực tuyến và các trang cổng thông tin.
GameGuard ẩn tiến trình ứng dụng trò chơi, theo dõi sát sao các vùng bộ nhớ, kết thúc các tiền trình được cho là gian lận theo định nghĩa của nhà cung cấp trò chơi và INCA Internet (ví dụ QIP), chặn một số hàm gọi DirectX và các API của Windows, và tự cập nhật để tránh nguy cơ bị phá vỡ. nProtect GameGuard chạy thông qua GameMon.des với trình điều khiển dump_wmimmc.sys.
GameGuard có một cơ sở dữ liệu các hack của game cho 260 trò. Một số phiên bản của GameGuard còn đi kèm thư viện chống virus/phần mềm gián điệp Tachyon của INCA Internet's, và một số khác với nProtect KeyCrypt, một trình chống keylogger bảo vệ thông tin nhập từ bàn phím.

## Yêu cầu hệ thống
|         | Hệ điều hành                                                               | CPU                                                   | RAM             | Ổ thư viện đầu tiên |
| ------- | -------------------------------------------------------------------------- | ----------------------------------------------------- | --------------- | ------------------- |
| Yêu cầu | Windows 98, Windows ME, Windows 2000, Windows XP, Windows Vista, Windows 7 | Intel Pentium 133 MHz hoặc cao hơn (hoặc tương đương) | Tối thiểu 32 MB | Tối đa 1.2M         |

## Vấn đề
GameGuard gây ra nhiều phiền phức với các ứng dụng khác. Rất nhiều lỗi đã và đang được sửa.
Rất nhiều tin tặc đang cố gắng vô hiệu GameGuard theo các cách mới khác. Ví dụ, đã có người nói rằng GameGuard vẫn có thể bị phá hoại bằng cách chỉnh sửa tệp của trò chơi, hoặc sử dụng các phiên bản chỉnh sửa của Cheat Engine cùng với một mớ các trình giả lập máy chủ. nProtect GameGuard thường xuyên tự cập nhật để bảo vệ trước các nguy cơ mới nhất. Mặc dù được quảng cáo là có hiệu quả, tin tặc có thể phá hoại hoặc qua mặt GameGuard nhanh hơn nó đang cập nhật, cho nên hệ thống kết xuất thực sự vô ích. Đặc biệt các trang có cài các chương trình 'bot' làm loạn trò chơi để kiếm tiền và các vật phẩm hiếm, sau đó bán ra bằng tiền thật. Các trang web và 'bots' vẫn còn đang chạy, để qua mặt GameGuard, chỉ một giờ sau khi cập nhật phiên bản mới nhất.
Ở Lineage II, Cabal Online và Ragnarok Online GameGuard thường bị qua mặt sau vài giờ được cập nhật. Trò 9Dragons là một ví dụ điển hình - cho dù GameGuard cập nhật tới tấp, các game thủ Việt Nam tiếp tục hack dẫn đến nhà cung cấp chặn tất cả các địa chỉ IP xuất phát từ Việt Nam.
Ở một số trò như MapleStory, trò chơi tự kiểm định hash của GameGuard đang dùng và sẽ thoát nếu không trùng với hash có trên máy chủ. Đây là thước đo bảo mật cho nProtect GameGuard để đảm bảo rằng GameGuard chưa bị hack và nProtect GameGuard nên cập nhật lên phiên bản mới nhất.
GameGuard còn có thể bị chặn với các phần mềm gói tin, như PacketHack của Nga được thiết kế để chặn gói và hack ở cấp độ net-driver.
Một số máy chạy Windows XP gặp vấn đề với GameGuard vì sử dụng chung "Mã sản phẩm Windows" cài đặt ở hai máy tính trên cùng một bộ định tuyến.
GameGuard hiện tại không tương thích với Windows 7 Build 7000 - nó ngừng chạy với lỗi "Error Initializing (0)", cho nên các trò chơi sử dụng GameGuard đương nhiên là không tương thích với Windows 7.
Vì phương thức làm việc của GameGuard là sục sạo vào các DLL thiết yếu, nên không thể chạy các trò chơi được bảo vệ bởi GameGuard bằng các trình giả lập Windows API, như Wine hoặc Cedega ở các hệ Unix. Vấn đề chốt yếu ở đây là GameGuard cố gắng vượt tường rào an toàn của hệ điều hành để:
- Ẩn tiến trình trò chơi.
- Theo dõi toàn bộ dãy bộ nhớ.
- Tắt các ứng dụng chỉ định không thông qua người dùng.
- Chặn các hàm gọi đến DirectX và Windows API.

## Windows 7
Vì bản chất của GameGuard là sục soi vào các file DLL trọng yếu của hệ thống, nên Windows 7 không cho phép thực thi và trò chơi có sử dụng GameGuard sẽ hiện màn hình splash và đổ vỡ với lỗi error:0
Vào 23 tháng 3, 2009, GameGuard được cập nhật và đã làm việc với Windows 7. Một ví dụ là Gunbound GIS. 
Một bản vá do game thủ tự chế đã được cung cấp để sửa lỗi của GameGuard trên Windows 7 x64.
Bản vá này được tạo ra cho Rappelz nhưng nó cũng có thể sử dụng với các trò khác sau khi xóa thư mục GameGuard và cho phép trò chơi tự vá lại.

## Các trò sử dụng GameGuard
- 2Moons (revision 1222)
- 9Dragons (revision 1057)
- Aion: The Tower of Eternity
- Albatross18
- Asda Story
- BOTS (revision 1057)
- Blade and soul
- Cabal Online (Uses XTrap)
- Cal Ripken's Real Baseball
- Counter-Strike Online
- Cross Fire
- Cronous
- Jin online
- Dance! Online
- Dark Arena
- Mosiang Online
- Darkeden
- Digimon RPG
- Drift City (revision 1205)
- Dungeon & Fighter
- Exteel
- FlyFF[4] (EU: revision 1122)
- Gersang
- Grand Chase
- GunBound
  - GIS (revision 1292) [4]
  - Europe (GOA, revision 1204)
- Gunster
- GunZ: The Duel
- Heat Project
- Hyper Relay
- Legend of Mir 3
- Lineage II[4]
- Lunia
- Luna Online
- MapleStory
  - Nhật Bản (revision 1105)
  - Thái (revision 1105)
  - Đài Loan (revision 1236)
- MLB Dugout Heroes
- Monster Hunter Frontier
- Mu Online
- Navy Field
- OZ World
- Pangya
- Phantasy Star Online 2

Màn hình khởi động nProtect GameGuard

- Phantasy Star Online Blue Burst (PSOBB)[4]
- Phantasy Star Universe (PSU)
- Priston Tale[4] (English version is running X-Trap)
- Project Torque
- Ragnarok Online (bRO: revision 1059)
- Rakion (revision 1140)
- Rappelz (tất cả các vùng)
- Ran Online
- Rohan Online
- ROSE Online (revision 1127)
- Seal Online[4]
- Shaiya
- Fifa Online 2
- Shot Online
- Silkroad Online
- Soldier Front
- Sudden Attack
- TalesRunner
- The Chronicles of Spellborn
- Trickster
- Twelve Sky
- WolfTeam (revision 1226)
- Xiah online

## Các chương trình bị chặn
- ATI Tray Tools
- AutoHotkey - (các phím nóng được tạo không hoạt động)
- cFosSpeed - Phát hiện là hack nếu bật "Traffic Shaping"
- Cheat Engine - Một số chuỗi hoặc khối mã bị phát hiện, vùng đệm lên tới 512, nên tên và một số thứ khác có thể thay đổi để không bị phát hiện. Thường gọi là "Undetected Cheat Engine" (UCE) khi không bị phát hiện bởi nProtect GameGuard.
- Daemon Tools
- Eclipse - Không chạy khi GG đang chạy.
- F-Secure Blacklight
- Filezilla - Làm treo chương trình
- Freenet - Closes Freenet node without warning.
- Game Servers Client - Chạy nếu khởi động sau trò chơi.
- Google Chrome - Không cho duyệt web
- Hacker Defender - Không cho trò chơi khởi động
- Logitech G-series Keyboard Profiler
- Motherboard Monitor - Tiến trình crash
- NeoPaint
- NetLimiter - Phát hiện như là hack, kể cả khi dừng dịch vụ và tắt tiến trình
- Ollydbg
- Outpost Firewall Pro
- PIX
- Razer - Trình điều khiển chuột - các nút tái cấu trúc không hoạt động
- Steam (dịch chuyển nội dung)
- SpeedFan - Lõi thứ hai của CPU được báo cáo có nhiệt độ -37 độ C, số vòng quay của quạt giảm xuống 0.
- The Core Media Player
- Tsearch
- Các máy chủ VNC
- Xpadder
- Zboard Z-Engine
- Memory Hacking Software by L. Spiro
- LCD smartie - LCD không hoạt động

## Dẫn chứng
1. ↑  "nProtect GameGuard FAQ". Bản gốc lưu trữ ngày 11 tháng 4 năm 2008. Truy cập ngày 25 tháng 5 năm 2009.
2. ↑  "nProtect GameGuard Advisory". Bản gốc lưu trữ ngày 17 tháng 7 năm 2009. Truy cập ngày 25 tháng 5 năm 2009.
3. ↑  Gameguard Workaround for 64 bit Windows 7
4. 1 2 3 4 5 6  "partner.htm". INCA Internet Co., Ltd. Bản gốc (htm) lưu trữ ngày 16 tháng 8 năm 2007. Truy cập ngày 27 tháng 8 năm 2025. {{Chú thích web}}: Kiểm tra giá trị ngày tháng trong: |accessdate= (trợ giúp); Đã bỏ qua tham số không rõ |accessyear= (gợi ý |access-date=) (trợ giúp)